# 알렉산더 헤이그
알렉산더 메이그스 헤이그 2세(영어: Alexander Meigs Haig, Jr., 1924년 12월 2일 ~ 2010년 2월 20일)는 미국의 국무 장관을 지낸 미국의 군인, 관료 및 정치인이다. 로널드 레이건 대통령 밑에서 국무장관을 지냈으며, 리처드 닉슨과 제럴드 포드 대통령 밑에서 백악관 비서실장을 지냈다. 또한 그는 미국 군대에서 2번째로 높은 직위인 미국 육군 부참모 총장과 나토 및 미국 군대의 유럽연합군 최고사령관이었다. 한국 전쟁 시절 더글러스 맥아더 유엔군 사령관의 참모로 직접 참전하였으며, 로널드 레이건 정부 출범당시 초대 국무장관직을 맡아 1980년대 대한민국과 미국의 관계를 조율해 왔다. 저서로 회고록 《경고:현실주의, 레이건과 외교 정책》(1984년 발간)이 있다.

## 어린 시절
펜실베이니아주 필라델피아의 안락한 외곽 벌라신위드에서 알렉산더 메이그스 1세와 리자이나 앤 헤이그 사이에 2명의 아들 중 맏아들로 태어났다. 그는 벌라신위드에 있는 세인트 마티아스 로마 가톨릭 교구 학교와 필라델피아에 있는 세인트조지프스 예비학교에서 수학하고, 1942년 로어 메리언 고등학교를 졸업하였다. 필라델피아의 보조 법무관인 그의 아버지는 헤이그가 10세때 사망하였다. 헤이그는 다양한 아르바이트로부터 저축한 돈을 이용하여 노터데임 대학교에 등록할 수 있었다.

## 군사 경력
노터데임 대학교에서 2년간 합리적으로 심각한 공부를 한 후 헤이그는 1944년 미국 육군사관학교로 임명을 획득하여 자신의 어린 시절을 군사 경력의 야망으로 알아챘다. 그 경력은 헤이그의 학문적 경연이 암시하려고 한것보다 더욱 극적이었으며 그는 1947년 310의 동기병에서 217번째 사관으로서 졸업하였다. 22세의 소위로 헤이그는 처음에 캔자스주 포트라일리에서 정통 제병 연합부대로, 그러고나서 켄터키주 포트녹스에 있는 기갑 훈련소로 갔다. 그후에 그는 제1 기병 사단으로 선임되고 그러고나서 일본에서 점령군의 임무와 기력이 없는 훈련을 하였다. 그는 1950년 5월 한번 자신의 사령관 알론조 폭스 장군의 딸 퍼트리샤 앤토이넷 폭스와 결혼하여 슬하 3명의 자식을 두었다.
헤이그는 일찍이 고위급 상관들의 주의를 끌어들여 극동 사령부의 참모 총장에 행정 보좌를 지내고, 한국 전쟁의 이른 세월 동안 X 군단 사령관에 측근을 지냈다. 1950년 후순에 대위로 진급한 그는 몇몇의 전투를 보고 인천 상륙 작전에 참전하였다.
간염과 일시적인 기간은 포트녹스에서 기갑 부대로 헤이그의 반환에 결과를 가져왔다. 거기서 고등 과정을 완료한 후, 그는 미국 육군사관학교의 학부에 복무하고 컬럼비아 대학교에서 경영학의 대학권 과정을 속행하였다. 그후에 그의 경력은 추진력을 얻었다. 그는 서독에서 기갑 대부대의 S-3 작전으로 복무하여 1057년 소령으로 진급되었고, 1958년부터 1959년까지 유럽 주둔 미국 육군에서 참모 장교로 지냈다. 헤이그는 그러고나서 해군 전쟁 대학에서 1년을 보내고 1961년 조지타운 대학교로부터 국제 관계론에서 문학석사를 취득하였고 1962년 중령으로 진급되었다.
군사 작전을 위한 대리 참모부에서 1964년까지 헤이그의 참모 복무는 그의 경력에서 주축점이었다. 사이러스 번스가 1964년 국방차관으로 임명되었을 때 번스는 자신의 대리 특별 보좌로서 이 품위있는 펜실베이니아주 출신의 인물을 택하였다. 베를린, 도미니카 공화국에서 중재와 쿠바 같은 다양한 지역들로 관계된 정책 논쟁들의 넓은 범위와 처리하는 동안 헤이그는 재치와 인상적인 능률과 함께 관계 부처간의 정책들과 외교적 위기들을 다루었다. 이 경연은 처음에 육군 전쟁 대학에서 한해로, 베트남 전쟁에서 대부대의 사령관과 여단 사령부로 지도되었다.

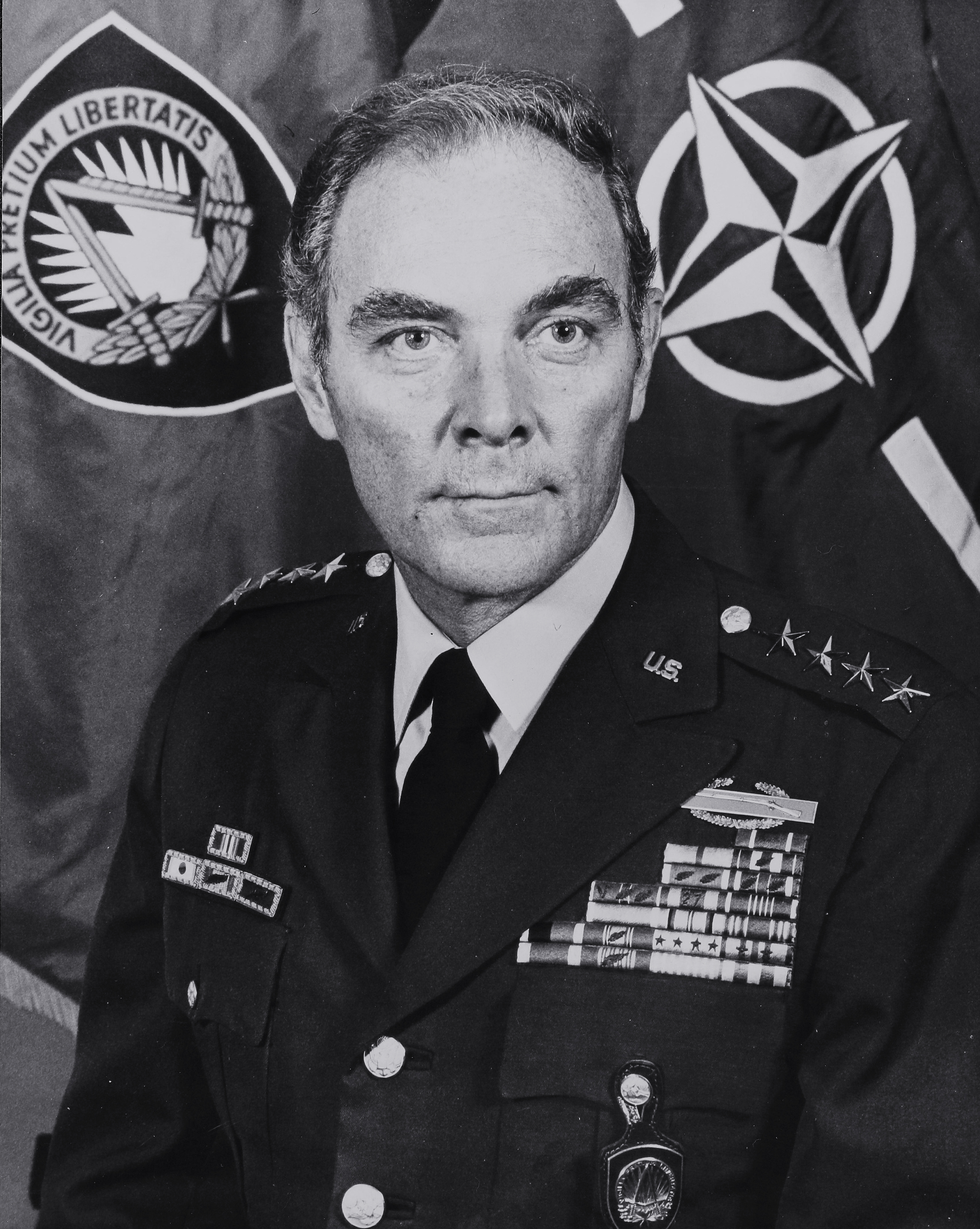
유럽 연합군 최고사령부 최고 사령관 시절의 헤이그

## 정치 경력
대령으로 진급과 미국 육군사관학교에서 또다른 일정 기간에 이어 헤이그는 1969년 국가안보보좌관 헨리 키신저의 주요 군사 보조인으로서 워싱턴 D. C.로 돌아왔다. 그의 행운들은 신속히 국제적 안정 논쟁들에 리처드 닉슨 대통령의 주요 보좌관이 된 적극적인 키신저와 올라갔다. 헤이그는 키신저에게 평가 못할 만큼의 참모를 증명하고 곧 백악관과 즉시 다루기 시작하였다. 준장으로 진급되고 그러고나서 재빠르게 소장으로 올라간 헤이그는 닉슨의 방중과 베트남 평화 협정에 관련되었다.
헤이그는 닉슨 대통령이 그를 사성 장군과 육군 부참모로 진급시킬 때 집중 광선과 논쟁으로 들어갔다. 헤이그를 군사의 최상으로 밀어넣은 닉슨의 행동은 대통령의 남자들을 다양한 연방 대리법에서 권한의 직우들로 놓은 노력과 함께 일치였다. 하지만 그는 곧 백악관으로 돌아가 1973년부터 1974년까지 대통령 특별 보좌관을 지냈다. 워터게이트 사건이 일어난지 한달 후, 헤이그는 포위된 닉슨 대통령을 위한 치명적 역할을 하였다. 그일은 8월 닉슨의 사임과 제럴드 포드의 대통령으로 계승으로 이끈 협상들에서 헤이그가 수단이었던 우연이 아니었다. 곧 후에 헤이그는 미국 유럽 연합군 최고사령부의 최고 사령관으로 임명되었다. 그는 나토에서 다음 5년을 보내고 1979년 군에서 퇴역하여 미국 기술 주식 회사의 우두머리가 되었다.

## 제59대 국무장관

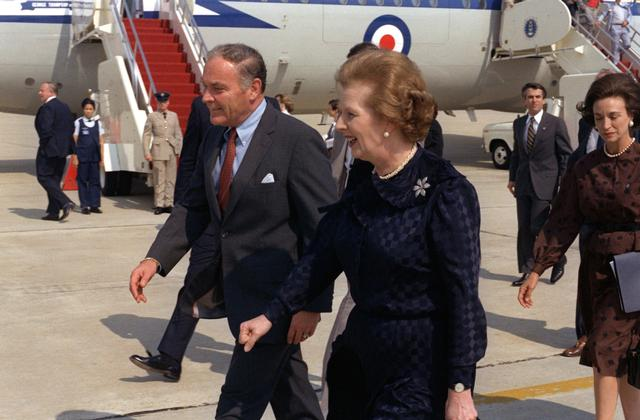
마거릿 대처 영국 총리와 함께 한 헤이그 국무장관

헤이그의 산업적 체류는 1980년 자신의 숭배자 로널드 레이건의 대통령으로서 선거와 함께 끝났다. 어떤 친한 친구들의 충고에 대항한 레이건은 자신의 국무장관이 되는 데 결점 없는 군사 기록, 견고한 반공주의와 공화당 설립에 연결들이 위대한 자산들인 헤이그를 선택하였다. 격렬한 확정 도청들의 연속은 1981년 1월에 일어나 국무장관으로서 헤이그의 18개월의 기간을 위하여 풍조를 세웠다. 비판들은 그가 미국 외교 정책의 이익들의 주요 제위자 직위를 위하여 지식적과 감정적으로 그가 합격하지 못한 것을 청구하였다.
그는 대통령 마저 울리기 시작한 국무성에서 끝나지 않은 업무의 협의 사항에 대항하는 국무장관의 특권들을 방어하는 데 너무 많은 시간을 바쳤다. 소련을 향한 정책과 아프가니스탄, 폴란드, 레바논, 포클랜드 전쟁과 니카라과 같은 문제들에 공공적 과실에 헤이그의 호전적과 독단적인 전망들은 결국 레이건의 그에 신임을 손상시켰다.
그의 편에 헤이그는 지구촌의 논점들의 국내적 정치 노력들에 관해서만 근심한 레이건의 가까운 조언자들을 "외교 정책의 아마추어"로 묘사하였다. 1982년 6월 25일 결국적으로 온 그의 국무장관으로서 사임은 불가능한 상황이 된 것을 끝냈다. 헤이그는 개인적 생활로 돌아갔다가 1988년 대통령 선거를 위한 공화당 후보직을 안정시키는 시도를 하는 데 충분하게 정계로 돌아갔으나 후보직을 이기는 데 성원을 가지지 않았다. 그는 외교 정책 논쟁들에 연설자로서 활동적으로 남아있었으나 그의 전념은 정치에서 개인적 생활로 옮겨졌다. 그는 Worldwide Associates Inc.의 국제적 상담 회사에 의하여 기용되었고, 그 기구의 의장과 회장이 되었다.

## 사망
2010년 2월 20일 합병증으로 인해 사망하였다. 향년 87세. 버락 오바마 대통령은 "최고의 군인이자 외교관으로서 평생을 바친 위대한 미국인"이라며 그의 죽음을 애도하였다.